# Teoriile conspirației Big Pharma
Teoriile conspirației Big Pharma sunt teorii care susțin că companiile farmaceutice, în special marile corporații, acționează în moduri secrete și dăunătoare pentru pacienți. Aceste teorii susțin că acestea ascund tratamente eficiente și că pot provoca sau agrava în mod intenționat o varietate de boli pentru a obține profituri mai mari sau pentru a îndeplini alte scopuri nefaste. Se presupune că publicul larg este ținut în ignoranță, cu privire la aceste fapte.
Unele teorii afirmă că remediile alternative sunt suprimate, că medicamentele pentru HIV/SIDA sunt ineficiente și dăunătoare, că există un remediu eficient pentru cancer care este ascuns, și că vaccinurile pentru COVID-19 sunt ineficiente. În majoritatea cazurilor, teoreticienii conspirației acuză companiile farmaceutice că urmăresc marje de profit mai mari. O serie de autori au demonstrat că aceste afirmații sunt false, deși unii dintre aceștia recunosc că alte critici aduse industriei farmaceutice pot fi legitime.

## Istorie și definiție
Potrivit lui Steven Novella, termenul „Big Pharma” a ajuns să fie utilizat într-un mod demonizat, descriind industria farmaceutică într-o manieră emoțională, deconectată de complexitatea realității istorice a afacerilor. Robert Blaskiewicz a argumentat că teoreticienii conspirației folosesc termenul „Big Pharma” ca o abreviere pentru o entitate abstractă, ce include corporații, autorități de reglementare, ONG-uri, politicieni și adesea medici, toți având interese în industria farmaceutică..
Blaskiewicz identifică patru trăsături principale ale teoriei conspirației Big Pharma:
1. Presupunerea că conspirația este organizată de o mică grupare malefică.
2. Credința că publicul este ignorant cu privire la adevăr.
3. Tratarea lipsei de dovezi ca o dovadă a conspirației.
4. Argumentele în sprijinul teoriei sunt adesea iraționale sau greșit formulate.[11]

În anii 1970 și 1980, Ann Wigmore, a promovat ideea că bolile, inclusiv cancerul și HIV/SIDA, pot fi tratate eficient printr-o dietă bazată pe alimente crude, susținând că industria farmaceutică face parte dintr-o conspirație de a menține populația bolnavă.
André Picard a observat în 2009 că internetul a transformat radical discursul științific popular, trecând de la un discurs rar și respectuos la unul larg răspândit și bazat pe conspirații, în care medicii și cercetătorii sunt considerați corupți.
Cercetările din Italia din 2016 au arătat că aproape jumătate din populația adultă credea că societățile farmaceutice împiedică dezvoltarea de medicamente eficiente pentru boli grave, ceea ce este considerat o teorie a conspirației. Aceste credințe erau adesea corelate cu atitudini anti-știință și anti-elitism.

## Manifestări
Teoria conspirației Big Pharma are diverse manifestări, fiecare cu narațiuni specifice, dar „Big Pharma” este întotdeauna considerată personajul negativ.

### HIV/SIDA
De la începutul epidemiei de SIDA, au fost avansate numeroase ipoteze care pun în pericol sănătatea publică. O teorie susține că SIDA a fost creată de guvernul SUA pentru a controla și elimina anumite grupuri, cum ar fi homosexualii și afro-americanii. De asemenea, se afirmă că există un leac pentru HIV/SIDA care este ascuns săracilor.
Celia Farber, într-un articol din 2006, a afirmat că medicamentele antiretrovirale, precum nevirapina, fac parte dintr-o conspirație a „complexului științifico-medical”. Afirmațiile ei au fost contestate de oamenii de știință, dar au contribuit la negarea SIDA.
Fostul președinte al Africii de Sud, Thabo Mbeki, influențat de contestatarul SIDA Peter Duesberg, a implementat politici care au refuzat tratamentele pentru pacienții cu SIDA, contribuind la moartea a peste 300.000 de persoane.

### Leacuri pentru cancer
O teorie recurentă susține că industria farmaceutică deține un leac pentru cancer, dar îl ascunde pentru a continua să obțină profituri din tratamentele actuale. Conform unui sondaj din 2005, 27% din publicul american credea în această teorie, susținând că societățile farmaceutice încetinesc cercetarea pentru un leac complet.
După prăbușirea zborului Voepass Linhas Aéreas 2283 în august 2024, au apărut teorii ale conspirației despre moartea cercetătorului în domeniul cancerului, Leonardo Ferreira, dar s-a dovedit că acesta nu a fost pe lista pasagerilor și că zvonurile erau false.

### Vaccinuri
Teoria că vaccinurile sunt create pentru a îmbolnăvi oamenii sau pentru a modifica ADN-ul uman există de mult timp, dar a câștigat popularitate în timpul pandemiei de COVID-19.
Ideea că vaccinurile provoacă autism poate fi urmărită până la un studiu publicat în The Lancet în februarie 1998, realizat de Andrew Wakefield, care a fost ulterior dovedit fraudulos. Deși numeroase studii au infirmat legătura dintre vaccinuri și autism,teoria a continuat să fie răspândită, inclusiv de personalități precum Donald Trump.
Alte teorii susțin că vaccinurile sunt utilizate pentru implantarea microcipurilor sau pentru spionaj. Fundația Bill & Melinda Gates a fost acuzată că vrea să microcipeze populația prin programele globale de vaccinare.

### COVID 19
Pandemia de COVID-19 a generat o serie de teorii ale conspirației, inclusiv că virusul nu există sau este doar o gripă ușoară. Au existat afirmații că virusul a fost creat într-un laborator, deși dovezile sugerează că SARS-CoV-2 este o tulpină evoluată natural.
Videoclipul Plandemic: The Hidden Agenda Behind Covid-19 promovează idei conform cărora vaccinurile sunt o afacere profitabilă care provoacă daune medicale. Acesta a devenit o piesă de dezinformare virală.

### Cure naturale
În cartea Natural Cures „They” Don't Want You to Know About, Kevin Trudeau susține că există leacuri naturale pentru diverse boli grave, care sunt ascunse de autorități. Cartea a generat controverse și acuzații de fraudă.

## Recepție
Susținătorii teoriei conspirației afirmă adesea că societățile farmaceutice suprimă cercetările negative. Scepticul Benjamin Radford, recunoaște că există un sâmbure de adevăr în aceste afirmații, dar subliniază că lucrări critice sunt publicate în mod regulat în reviste de prestigiu.
În cartea sa din 2012, Bad Pharma, Ben Goldacre critică industria farmaceutică, dar respinge teoriile conspirației. Steven Novella afirmă că, deși există critici legitime la adresa industriei farmaceutice, demonizarea acesteia este cinică și pătează criticile mai fundamentate.
David Robert Grimes a publicat o lucrare care estimează că, dacă ar exista o conspirație pentru a ascunde un leac pentru cancer, aceasta ar fi descoperită în termen de aproximativ 3,2 ani, din cauza numărului mare de persoane implicate.